# Moruba
Il moruba o moraba è un gioco da tavolo astratto della famiglia dei mancala; fu descritto per la prima volta nel 1917 dall'etnografo britannico P. A. Wagener. È il gioco tradizionale del popolo Pedi che abita le province di Limpopo e Mpumalanga in Sudafrica, ed è oggi diffuso anche nel Gauteng e nel Capo Occidentale. Non va confuso con il moraba-raba, che è il nome sudafricano del gioco del mulino (nine men's morris). Il governo di Thabo Mbeki, che si prefigge esplicitamente la riscoperta della cultura indigena sudafricana precedente al periodo coloniale, promuove il gioco del moruba (e altri giochi tradizionali come morabaraba, diketo, injuba, izingeda e ingcathu), che dal 2003 è anche classificato come "sport indigeno" dalla Commissione degli Sport Sudafricani (SASC).
Il gioco è solitamente riservato agli uomini; i due centri più importanti, in cui si tengono le competizioni ufficiali più prestigiose, sono Sasekani e Bolobedu. A Bolobedu il gioco viene addirittura insegnato a scuola.
Com'è naturale aspettarsi data la posizione geografica della sua zona d'origine, il moruba presenta diverse analogia con i mancala del Mozambico come lo tschuba e il njombwa.
Presso il popolo Venda, anch'esso stanziato nel nord-est del Sudafrica, il gioco viene chiamato mefuvha.

## Regole
Per informazioni sulla terminologia usata in questa sezione, vedi la voce mancala

### Tavoliere e disposizione iniziale
Il tavoliere del Moruba è sempre costituito da quattro file di buche (dette mekoti) di uguale lunghezza, ma la lunghezza delle file può variare; solitamente è otto (e quindi il tavoliere è identico a quello del bao). Il numero dei pezzi (in genere sassolini) è anch'esso variabile. I pezzi sono chiamati mathlapa ("bestiame").
Una possibile disposizione iniziale è la seguente:
```
2 2 2 2 2 2 2 2
2 2 2 2 2 2 1 0
0 1 2 2 2 2 2 2
2 2 2 2 2 2 2 2
```

Ogni giocatore controlla le due file più vicine a sé.

### Turno di gioco
Al proprio turno, il giocatore prende i pezzi da una delle sue buche e li semina in senso antiorario nelle proprie file; se l'ultimo pezzo cade in una buca occupata, la mossa procede a staffetta. La semina deve partire da una buca che contenga almeno due pezzi. La semina termina quando l'ultimo pezzo cade in una buca vuota.
Se un giocatore possiede solo buche con un singolo pezzo è autorizzato a muovere da tali buche, ma solo in modo da arrivare a una buca vuota.
Se l'ultima pietra cade in una buca vuota della fila interna, e la buca avversaria antistante non è vuota, i pezzi che si trovano in tale buca vengono "uccisi" (tlaba); se vi sono pezzi anche nella buca avversaria posizionata nella stessa colonna, nella fila esterna, anche tali pezzi sono eliminati dal gioco ("catturati", tlola).
Il gioco prosegue finché uno dei giocatori non rimane senza pezzi; l'altro vince.

## Mefuvha
Il mefuvha del popolo Venda ha le stesse regole del moruba, ma vengono usati solitamente tavolieri molto grandi; nella maggior parte dei casi ogni fila conta da 16 a 20 buche. H. A. Stayt, l'etnografo che descrisse per la prima volta il gioco, riportò di aver visto tavolieri con 4x28. I tavolieri dei Venda sono realizzati incidendo le buche nel cavo in tronchi cavi di un albero che può oltrepassare i due metri di lunghezza; per questo motivo, il mefuvha è noto come uno dei mancala con il tavoliere più grande, insieme al nsolo e tschuba.

## Significati simbolici
Il significato simbolico attribuito da Pedi e Venda al moruba/mefuvha ha a che vedere con le condizioni atmosferiche e il bestiame. Presso i Venda è proibito usare sassi come pezzi durante la stagione delle piogge, perché si teme che questo porti la grandine; giocare dopo il tramonto, invece, causerebbe furti di bestiame.